# گل‌آذین‌ماهی‌سانیان
گل‌آذین‌ماهی‌سانیان (نام علمی: Atherinoidei) نام یک زیرراسته از راسته گل‌آذین‌ماهی‌سانان است.